# Ostvorstadt (Plauen)
Die Ostvorstadt ist ein Stadtteil von Plauen im Stadtgebiet Süd.

## Geographie
Die Ostvorstadt liegt im südlichen Zentrum Plauens und grenzt an sechs weitere Stadtteile.
|                | Obere Aue                                   | Reichenbacher Vorstadt |
| Hofer Vorstadt | Kompassrose, die auf Nachbargemeinden zeigt | Reusa mit Sorga        |
| Südvorstadt    |                                             | Reinsdorf              |

Die nördliche Grenze des Stadtteils bildet die Elstertalbahn. Einen großen Teil im Zentrum der Ostvorstadt nimmt das „Mammengebiet“, eine Plattenbausiedlung aus DDR-Zeiten, ein. Im Südosten befinden sich Kleingartenanlagen. Im Osten des Stadtteils liegen der Sportplatz des 1. FC Wacker Plauen und entlang der Stöckigter Straße mehrere denkmalgeschützte Gebäude.

## Öffentlicher Nahverkehr
Die Ostvorstadt ist Endpunkt der Stadtbus-Linie B/Bx mit mehreren Haltestellen im Stadtteil. Diese führt im 20-Minuten-Takt (am Wochenende im Stundentakt) in die Innenstadt und zum Albertplatz.
Der Stadtteil wird außerdem im Regionalverkehr von der zweistündlichen TaktBus-Linie 92 bedient, die von Plauen nach Oelsnitz, Adorf und Bad Elster führt.